# Stanislava Líšková
Stanislava Líšková (* 15. März 1997) ist eine slowakische Fußballspielerin.

## Karriere

### Vereine
Líškova spielte zuletzt und bis Saisonende 2015/16 für den ŠKF VIX Žilina in der I. Liga Ženy, der höchsten Spielklasse im slowakischen Frauenfußball. Anschließend spielte sie sechs Jahre lang in Polen für vier unterschiedliche Vereine. Zunächst spielte sie von 2016 bis 2018 für Czarni Sosnowiec in der Ekstraliga Kobiet, der höchsten Spielklasse im polnischen Frauenfußball. In der Hinrunde der Folgesaison war sie für den Ligakonkurrenten TS Mitech Żywiec aktiv und in der Rückrunde – auf Leihbasis – ein zweites Mal für Czarni Sosnowiec. Es folgte Medyk Konin als nächster Ekstraligist, für den sie in der Saison 2019/20 Punktspiele bestritt, anschließend der Ekstraliganeuling Towarzystwo Sportowe ROW Rybnik, für den sie drei Tore in 14 Punktspielen erzielte. Ihr Debüt zum Saisonstart am 9. August 2020, bei der 1:2-Niederlage im Heimspiel gegen die Frauenfußballmannschaft von Śląsk Wrocław, krönte sie sogleich mit ihrem ersten Tor, dem Treffer zur 1:0-Führung in der zwölften Minute.
Die letzten sechs Monate im Jahr 2021 gehörte sie dem SSD Roma CF an, bevor sie eine einjährige Pause vom Fußballsport einlegte. Erst in der Rückrunde der Saison 2022/23 trat sie für den MFK Ružomberok in der I Liga Ženy in Erscheinung; am 25. Februar 2023 (15. Spieltag) kam sie beim 3:1-Sieg im Auswärtsspiel gegen die Frauenfußballmannschaft des ŠK Slovan Bratislava zum Einsatz und bestritt drei weitere Punktspiele in der regulären Saison bis zum 18. März 2023 (18. Spieltag) sowie sechs Spiele in der sich anschließenden Meisterrunde. Am 27. Mai 2023 gelang ihr beim 7:2-Sieg im Auswärtsspiel gegen die Frauenfußballmannschaft des FK Dukla Banská Bystrica mit dem Treffer zum Endstand in der 83. Minute ihr einziges Tor. In der Folgesaison kam sie am 18. August 2023 (2. Spieltag) im torlosen Punktspiel bei der Frauenfußballmannschaft des ŠK Slovan Bratislava in den ersten 45 Minuten zum Einsatz. Ihr letztes Punktspiel für die Mannschaft bestritt sie am 8. Juni 2024 (26. Spieltag) bei der 0:6-Niederlage im Auswärtsspiel gegen die Frauenfußballmannschaft des TJ Spartak Myjava im achten und ihrem vierten Spiel der Meisterrunde. Mit der Mannschaft belegte sie den dritten und anschließend den zweiten Platz in der Meisterschaft.

### Nationalmannschaft
Als Nationalspielerin für den SFZ debütierte Líškova in der U17-Nationalmannschaft, die am 2. August 2013 das erste Spiel in der Gruppe 3 der ersten Qualifikationsrunde – für die vom 26. November bis zum 8. Dezember 2014 in England angestrebte Teilnahme an der altersbezogenen Europameisterschaft – mit 2:2 gegen die U17-Nationalmannschaft Finnlands beendete. In den beiden weiteren Gruppenspielen (0:4 vs. Niederlande, 3:3 vs. Ukraine; am 4. und 9. August 2013) wurde sie ebenfalls berücksichtigt.
Für die U19-Nationalmannschaft kam sie im ersten von drei Spielen der Gruppe 11 der ersten Qualifikationsrunde das erste Mal in einem Länderspiel zum Einsatz; dieses wurde am 13. September 2014 mit 0:5 gegen die Schweizer U19-Nationalmannschaft verloren, in zwei weiteren wurde sie in der Gruppe A der zweiten Qualifikationsrunde (0:6 vs. Frankreich, 0:0 vs. Norwegen am 22. und 25. Juli 2016) berücksichtigt.
Für die A-Nationalmannschaft kam sie im Zeitraum vom 21. Oktober 2016 bis zum 2. März 2018 in 18 Länderspielen zum Einsatz. Ihr Debüt in Poprad im Freundschaftsspiel gegen die A-Nationalmannschaft Tschechiens gelang mit dem 3:2-Sieg; sie wurde in der 60. Minute für Zdenka Horešová eingewechselt. Im zweiten Vergleich mit der A-Nationalmannschaft Tschechiens drei Tage später wurde sie beim 1:0-Sieg zur zweiten Spielzeit erneut für Zdenka Horešová ins Spiel gebracht. Auch in den letzten beiden Länderspielen des Spieljahres 2016 wurde sie berücksichtigt; in den Freundschaftsspielen am 26. November in Lučko und am 28. November in Zagreb gelangen mit 5:3 und 2:0 zwei weitere Siege – jeweils gegen die Nationalmannschaft Kroatiens.
Im Spieljahr 2017 bestritt sie mit elf Länderspielen die meisten, beginnend mit zwei an zwei aufeinanderfolgenden Tagen ausgetragenen Freundschaftsspielen (0:3 vs. Finnland, 0:2 vs. Rumänien; am 22. und 23. Januar). Mit der Mannschaft nahm sie am Turnier um den Istrien-Cup teil und wurde in allen drei Spielen der Gruppe A eingesetzt, wie auch am 8. März im Finale, das mit 2:0 gegen die Nationalmannschaft Bosnien-Herzegowinas in Umag gewonnen wurde, zu dem sie das Tor zum Endstand in der 85. Minute erzielte. Nach drei weiteren Freundschaftsspielen (0:1 vs. Irland am 10. April; 1:0 und 1:1 vs. Griechenland am 9. und 12. Juni), kam sie auch in ihren (und den) ersten beiden Spielen der WM-Qualifikationsgruppe 3 (1:6 vs. Norwegen in Sarpsborg, 0:2 vs. Irland in Senec am 19. September und 24. Oktober) zum Einsatz. Mit den ersten drei Länderspielen im Spieljahr 2018 endete ihre Karriere in der A-Nationalmannschaft; nach dem 1:0-Sieg im Freundschaftsspiel gegen die Nationalmannschaft Russlands in San Pedro del Pinatar, kam sie in den ersten beiden Spielen der Gruppe C bei der Teilnahme mit ihrer Mannschaft am Turnier um den Zypern-Cup zum Einsatz.

## Erfolge
Nationalmannschaft
- Istrien-Cup-Sieger 2017

MFK Ružomberok
- Zweiter Slowakische Meisterschaft 2024, Dritter 2023

Medyk Konin
- Zweiter Polnische Meisterschaft 2020

Czarni Sosnowiec
- Zweiter Polnische Meisterschaft 2018, Dritter 2019